# Examen clinique neurologique

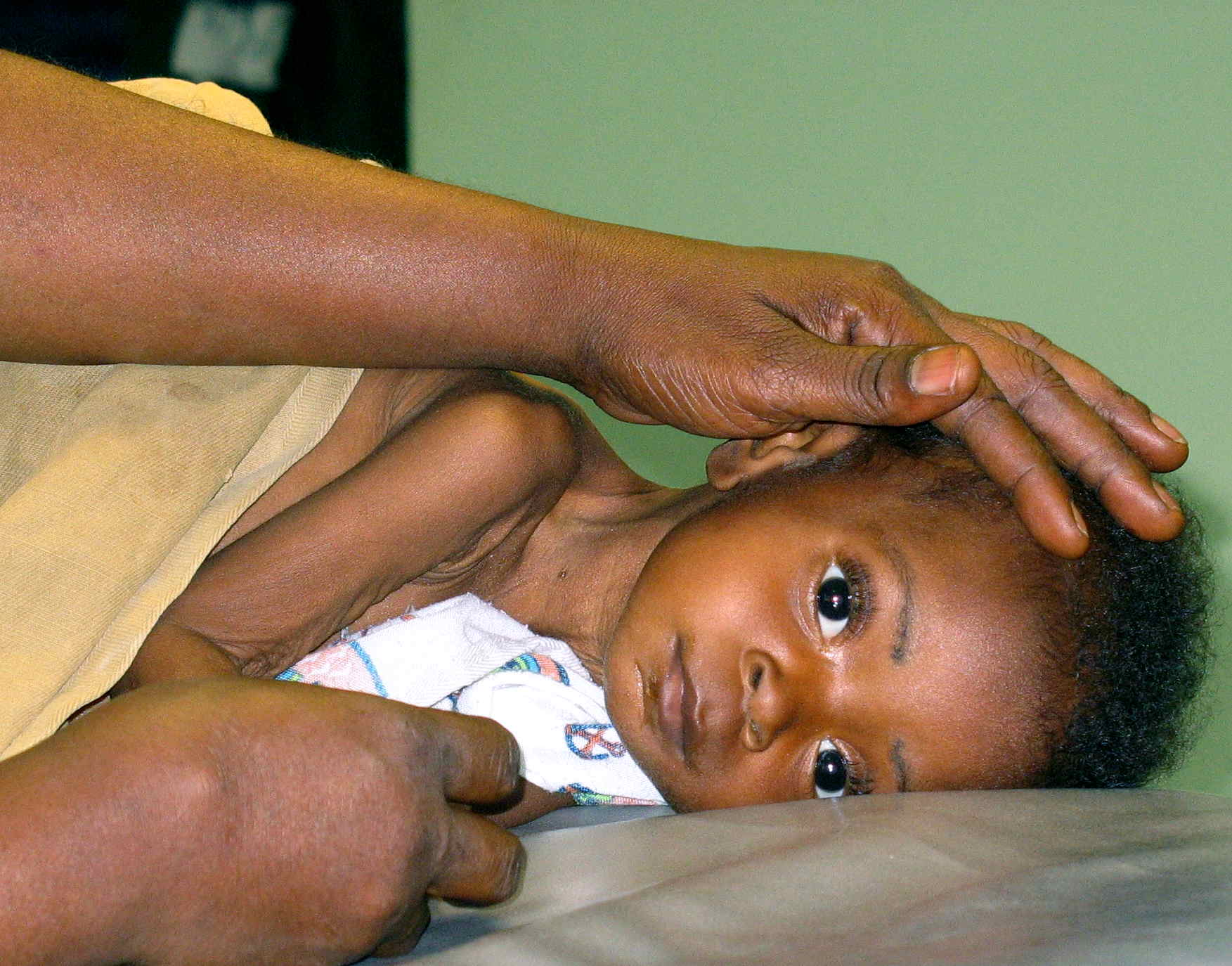
Un enfant en préparation pour une ponction lombaire, l'un des nombreux tests neurologiques après un examen neurologique

L'examen clinique neurologique est en médecine une partie de l'examen clinique évaluant les fonctions du système nerveux chez un patient.
Les objectifs de l'examen neurologique sont multiples :
- Pour les patients présentant des symptômes évocateurs de troubles neurologiques, l'examen devrait :
  - déterminer, sur la base d'un examen structuré et approfondi, s'il y a des dysfonctions neurologiques ;
  - identifier le ou les structure(s) du système neurologique qui sont affectés ;
  - si possible, déterminer l'emplacement précis du problème ;
  - sur la base de ces résultats, déterminer une liste d'étiologies possibles.
- Pour les patients à risque de développer des troubles neurologiques mais qui ne présentent aucun symptôme, l'examen permet le dépistage d'anomalies discrètes. Ceci est approprié pour les personnes qui n'ont pas de symptômes subjectifs particuliers évocateurs d'un problème neurologique, mais qui ont des maladies systémiques qui sont à risque de développer des anomalies discrètes.
- Pour les patients en bonne santé, ne présentant aucun signe ni facteur de risque de pathologie neurologique, il est peu probable que l'examen détaillé permettrait de découvrir des problèmes occultes. Tout simplement en observant le patient au cours du quotidien (à savoir les regarder marcher, monter et descendre de la table d'examen, etc.) pourrait bien suffire. De nombreux examinateurs incorporent certains aspects de l'examen neurologique dans leurs examens standards.

Les principaux domaines de l'examen neurologique comprennent :
- l'examen mental ;
- l'examen de la motricité ;
- l'examen des réflexes ;
- l'examen de la sensibilité ;
- l'examen des nerfs crâniens.

La scission entre les signes physiques et les signes fonctionnels est plus délicat dans l'examen neurologique que dans les autres examens cliniques, car par exemple pour l'étude de la fluence du langage le patient peut ne pas se rendre compte du trouble (donc plutôt un signe physique) tandis que le médecin le cherche à l'interrogatoire (donc plutôt un signe fonctionnel).

## Vigilance et fonctions cognitives
- L'étude de la conscience, en utilisant le score de Glasgow chez les patients comateux.
- La recherche d'un syndrome confusionnel.
- Le test de la mémoire.
- Le Mini Mental State, un test pour rechercher des signes de démence.
- Les apraxies.
- Les agnosies.

### Langage
Pour évaluer le langage du patient, il faut tester :
- La compréhension auditive : la compréhension des mots, des questions, etc.
- L'expression verbale : la production de séquences automatiques (par exemple, les jours de la semaine), la dénomination d'objets, la description d'images, de répondre aux questions.
- La lecture et l'écriture : la compréhension ou l'écriture de lettres, de mots, de phrases et de paragraphes.
- La communication fonctionnelle : en utilisant des gestes, dessin, pointage, ou d'autres moyens de soutien de la communication quand il / elle a du mal à obtenir un point à travers verbalement.

Principales pathologies du langage : Aphasie et dysarthrie.

## Motricité
- Étude de la marche (recherche d'une ataxie), de la station debout (recherche du signe de Romberg) et de l'équilibre (recherche d'un nystagmus).
- Recherche d'une parésie en faisant marcher sur les talons ou sur la pointe des pieds.
- Les manœuvres de Barré et de Mingazzini testent globalement la force des membres supérieurs et inférieurs.
- La recherche de mouvements anormaux.
- La force musculaire, cotée sur une échelle de 0 à 5 (testing analytique selon le British Medical Research Council).

- Le tonus musculaire des membres et du cou.
- La recherche d'une amyotrophie.

## Réflexe
- Les réflexes ostéotendineux : masséter, les tendons des biceps et triceps, les tendons des rotules, le réflexe achiléen. Un réflexe vif suggère une anomalie de la voie pyramidale (motoneurone supérieur), alors que des réflexes diminués suggèrent une anomalie de la corne antérieure (motoneurone inférieur), du nerf périphérique ou de la jonction neuromusculaire. Un marteau à réflexes est utilisé pour ces tests.
- Les réflexes cutanés, dont le réflexe cutané plantaire.

## Sensibilité
La sensibilité, ce test contrôle le toucher fin, la proprioception, la douleur et la température, la pallesthésie.

## Nerfs crâniens

### Nerf olfactif (I)
Évaluer la perméabilité des voies nasales bilatéralement en demandant au patient de respirer par le nez alors que l'examinateur couvre une narine à la fois. Une fois que la perméabilité est établie, demander au patient de fermer les yeux. Obturer une narine, et placer un élément d'une certaine odeur (menthe, café, etc.) près de la narine du patient et demander lui de sentir l'objet et signaler ce qu'il est. Rendre certains que les yeux du patient restent fermés. Mettez les narines et répéter. En outre, demander au patient de comparer la force de l'odeur dans chaque narine,.

### Nerf optique (II)
L'examen du nerf optique comprend l'examen du champ visuel et de l'acuité visuelle de chaque œil, ainsi que l'examen du fond d'œil avec l'ophtalmoscope.

### Nerfs oculomoteurs (III, IV, VI)
La position et la mobilité des globes oculaires et des paupières, ainsi que les réactions des pupilles sont examinées.

### Nerf trijumeaux (V)
Pour évaluer le nerf trijumeau, la sensibilité de la  face au toucher et les mouvements de la mandibule sont examinés.

### Nerf facial (VII)
Pour examiner la fonction du nerf facial qui innerve les muscles mimiques, il est généralement recommandé au patient de froncer les sourcils, de fermer les yeux et de sourire, c'est-à-dire examine l'expression du visage.

### Nerf hypoglosse (XII)
Pour examiner la fonction du nerf hypoglosse, qui innerve les muscles de la langue, la capacité à bouger la langue dans toutes les directions est examinée.